# Camelotia
Camelotia is een geslacht van plantenetende dinosauriërs, behorende tot de orde Saurischia, onderorde Sauropodomorpha (klade Sauropodiformes, klade Anchisauria, familie Melanorosauridae). Het leefde tijdens het late Trias in het gebied van het huidige Engeland. Camelotia borealis Galton (1985) is de enige bekende soort en is eveneens de typesoort.

## Vondst en naamgeving
De fossiele resten van Camelotia werden door W. Ashford-Sanford ontdekt in de kalksteen van de Westbury Formation (lithostratigrafische Pernath Group, etage Rhaetiaan) van Wedmore Hill (Vale of Glastonbury, Somerset, Engeland) en door hem in 1894 gemeld en kort beschreven. Hij dacht dat het een dier betrof dat leek op Megalosaurus. De resten bestaan uit tanden, vier ruggenwervels, vijf staartwervels, ribben, een chevron, een schaambeen, een zitbeen, een rechterdijbeen, de bovenkant van een scheenbeen en twee teenkootjes waaronder een vierde teenklauw, van een volwassen dier. De fossielen hebben een ouderdom van 208,5 tot 201,3 miljoen jaar. Aanvankelijk werden de tanden in 1898 door Harry Govier Seeley, een Engelse paleontoloog, benoemd als twee soorten, beide met als holotype de tanden: Picrodon herveyi Seeley, 1898, waaraan de kleine wervels werden toegewezen, en Avalonia sanfordi Seeley, 1898, later door Oskar Kuhn hernoemd naar Avalonianus, waaraan Seeley de grote wervels en de ledematen toewees. Seeley ging er nog van uit dat het om een roofdier ging. De Duitse paleontoloog Friedrich von Huene beschreef de beenderen in 1907/1908 en wees ze toe aan de prosauropode Gresslyosaurus ingens.
In 1979 concludeerde Jacques van Heerden dat de tanden niet van een prosauropode waren, maar aan een ornithosuchiër toebehoorden, of misschien aan een vroege theropode. In 1985 begreep Peter Malcolm Galton dat dan daarvoor de naam Avalonianus (Kuhn, 1961) gereserveerd kon blijven terwijl het hem vrij stond de sauropodomorfe botten uit het materiaal af te splitsen en te benoemen als de typesoort Camelotia borealis. Jack Alan Charig had namelijk al in 1965 gesteld dat de botten veel te groot waren om van Gresslyosaurus, later gelijk gesteld aan Plateosaurus, te zijn, en een of andere melanorosauride moesten vertegenwoordigen.
De taxonomische naam Camelotia is afgeleid van het kasteel Camelot van de legendarische Koning Arthur, dat soms in Somerset gesitueerd wordt. Het achtervoegsel "ia" betekent "van Camelot". Omdat de precieze locatie van "het Kasteel van Camelot" onbekend is, en omdat de precieze systematische positie van Camelotia van het begin af onduidelijk was, werd deze dinosauriër Camelotia genoemd. Meteen is het een humoristische toespeling op de naam Avalonia, zelf afgeleid van Avalon, het eiland waar Arthur volgens de legende begraven zou zijn. De soortaanduiding borealis betekent "noordelijk" en is een verwijzing naar het feit dat Camelotia volgens Galton het enige lid van de Melanorosauridae was dat van het Noordelijk Halfrond bekend was.
Het holotype, BMNH R2870-R2874, R2876-R2878, bestaat uit de beenderen in 1894 gemeld. Galton ging er daarbij van uit dat die aan één individu toebehoorden.
In 1998 werd Camelotia opnieuw door Galton beschreven. Hierbij concludeerde hij dat Avalonianus en Picrodon nomina dubia waren maar dat Camelotia een geldig taxon was, niet identiek aan Plateosaurus. Verder stelde hij dat een element dat eerder als een mogelijk kuitbeen was geïdentificeerd weleens een stuk middenvoetsbeen zou kunnen zijn.
In 1946 werd een dijbeen, specimen BRSMG Ca 9358, in 1846 door Alexander Thompson bij de Aust Cliff uit de Westbury Formation gevonden, door David Meredith Seares Watson aan Avalonia toegewezen. In 2005 concludeerde Galton dat de toewijzing vermoedelijk correct was; helaas is het exemplaar in november 1940 door het bombardement op Bristol vernietigd. Meer fragmenten zijn aan Avalonia toegewezen, behalve Thecodontosaurus het merendeel van het prosauropode materiaal voor en na 1908 in Engeland gevonden, maar volgens Galton zonder voldoende fundering.

## Beschrijving
Camelotia was een van de grootste basale genera van de onderorde Sauropodomorpha en was ook een van de grootste Dinosauria uit het Trias. Het was een plantenetend landdier dat in het volwassen stadium een geschatte lengte van tien meter kon bereiken en een geschat gewicht van 3.000 kg. kon halen. De hoogte van het dier is onbekend. Het dijbeen van het holotype heeft een lengte van 1008 millimeter. Galton wees erop dat terwijl het dijbeen van het holotype een kleinste schachtomtrek heeft van 362 millimeter, deze bij specimen BRSMG Ca9358 432 millimeter bedroeg. Als het holotype op tien meter geschat wordt, levert dat voor het grotere exemplaar een lengte van twaalf meter op bij een gewicht van vijf ton.
Camelotia was quadrupedaal en had een kleine schedel, een relatief lange nek en een lange, zwaargebouwde staart. Meer dan waarschijnlijk kon het zich op de robuuste achterpoten oprichten om op grotere hoogte te grazen.
In 1985 gaf Galton een diagnose, een lijst van onderscheidende kenmerken. Camelotia is een grote melanorosauride. Bij de achterste ruggenwervels en voorste staartwervels zijn de wervellichamen hoger dan lang. De trochanter minor steekt naar boven tot het niveau van het hoogste punt van het dijbeen. Het bovenvlak van het scheenbeen is maar weinig verbreed, van voren naar achteren gemeten, ten opzichte van de schacht.

## Fylogenie
Volgens de huidige fylogenetische inzichten wordt Camelotia meestal in de familie Melanorosauridae (von Huene, 1929) geplaatst, tezamen met de nauw verwante Lessemsaurus en Melanorosaurus (Galton, 1985; Galton and Upchurch, 2004). Melanorosauridae leefden gedurende het late Trias en het vroege Jura in Engeland, Argentinië en mogelijk ook China. De naam Melanorosauridae werd in 1929 voor het eerst gebruikt door von Huene toen hij vier families Dinosauria aan de infraorde Prosauropoda (von Huene, 1920) toewees: de families Anchisauridae, Plateosauridae, Thecodontosauridae en Melanorosauridae. Sindsdien waren deze families onderwerp van talrijke revisies met als resultaat dat de traditionele infraorde "Prosauropoda" van von Heune een verouderd, nog slechts weinig gebruikt parafyletisch taxon is. Sinds recent cladistisch onderzoek werd het duidelijk dat Melanorosaurus erg hoog in de stamboom staat terwijl de Plateosauridae, met Plateosaurus en Unaysaurus als de enige vertegenwoordigers (Yates, 2007), en nog de in 2011 beschreven en benoemde Jaklapallisaurus uit India, een veel lagere positie innemen. Dat schept twee duidelijk verschillende hypothesen voor de systematische indeling van Camelotia.
Het dijbeen van Camelotia heeft kenmerken van zowel traditionele "Prosauropoden", dus Plateosauridae, als van sauropoden. De trochantor minor vertoont kenmerken van Plateosauridae ("Prosauropoda"). De aanwezigheid van een vierde dijbeenuitsteeksel is dan weer een kenmerk van Sauropoda. In zijaanzicht is het distale, onderste, deel van het dijbeen van Camelotia recht, wat een kenmerk is van Sauropoda. Bij Plateosauridae ("Prosauropoda") is dit deel van het dijbeen lichtjes gebogen, wat de fylogenetische indeling van Camelotia bij de familie Melanorosauridae eigenlijk dubieus maakt.
Het is nog steeds vrij onduidelijk of Camelotia een grote Plateosauride ("Prosauropode") was of een echte sauropode. Het past immers niet perfect in de familie Plateosauridae, noch in de infraorde Sauropoda, omdat het kenmerken van beide heeft. Fenotypisch lijkt Camelotia op Sauropoda omdat het een grote omvang had, wat karakteristiek is voor Sauropoda. De meeste Plateosauridae zijn veel kleiner dan Camelotia (bv. Unaysaurus). Op basis van louter de grote lichaamsomvang beschouwen vele paleontologen Camelotia dan ook als een sauropode. Anderen menen dan weer dat het in de familie Plateosauridae behoort, en dat het de voorloper was van de Sauropoda. Camelotia kan dan ook als een overgangsgenus tussen Plateosauridae en Sauropoda beschouwd worden. Zulke overgangsvormen zijn een logisch gevolg van evolutie. Consensus over de fylogenetische positie van Camelotia bestaat enkel tot op het niveau van de onderorde Sauropodomorpha.
In een artikel uit 1999 in Paleontographica  werd Camelotia door de Britse paleontoloog Peter Galton herbeschreven. In dit artikel bevestigde hij nog eens dat deze dinosauriër wel degelijk in de familie Melanorosauridae thuishoort, wegens de opvallende, plaatachtige trochantor minor en omdat het dijbeen ter hoogte van het midden van de schacht lateromediaal, overdwars, breder is dan de doorsnede van het dijbeen van voor naar achteren gemeten. Een ander met Melanorosaurus gedeeld kenmerk is het bezit van brede teenkootjes. Terwijl de morfologie van de trochantor minor affiniteit met de Plateosauridae aangeeft, duidt de aanwezigheid van een gereduceerd vierde dijbeenuitsteeksel op affiniteit met Sauropoda. Terwijl het uiteinde van het dijbeen aan de kant van de knie in zijaanzicht een buiging vertoont in de richting van de staart (wat bij Dinosauria een primitief kenmerk is), is dit deel van het dijbeen bij Camelotia recht. Dit is een typisch kenmerk van Sauropoda. Om deze redenen suggereert de Amerikaanse paleontoloog Gregory S. Paul dat Camelotia de meest basale sauropode is die we kennen, en dus niet tot de familie Melanorosauridae behoort. Een vrij recente studie van de Zuid-Afrikaanse paleontoloog Adam Yates (2007) toonde ook aan dat Melanorosauridae vroege sauropoden waren.

## Systematische paleontologie
Klasse Reptilia Laurenti, 1768
Klade Eureptilia Olson, 1947
Klade Romeriida Gauthier et al., 1988
Klade Diapsida Osborn, 1903
Klade Neodiapsida Benton, 1985
Klade Sauria Macartney, 1802
Klade Archosauromorpha von Huene, 1946
Klade Archosauriformes Gauthier, 1986
Klade Crurotarsi Sereno & Arcucci, 1990
Klade Archosauria Cope, 1869
Klade Avemetatarsalia Benton, 1999
Klade Ornithodira Gauthier, 1986
Klade Dinosauromorpha Benton, 1984
Klade Dinosauriformes Novas, 1992
Superorde Dinosauria Owen,1842
Orde Saurischia Seeley, 1888
Klade Eusaurischia Padian et al., 1999
Onderorde Sauropodomorpha Huene, 1932
Klade Sauropodiformes Sereno, 2007
Klade Massopoda Yates, 2007
Klade Anchisauria Galton & Upchurch, 2004
Familie Melanorosauridae von Huene, 1929
Genus Camelotia Galton, 1985
Species Camelotia borealis Galton, 1985
Onderstaand (vereenvoudigd) cladogram met de systematische positie van de nauw verwante Melanorosaurus kan een idee geven van de positie van Camelotia in de klade Anchisauria. Het cladogram is gebaseerd op een analyse in 2014 door Blair McPhee et al.:
|  | Lessemsaurus |
|  |              |
|  | Antetonitrus |
|  |              |

|  | Gongxianosaurus |
|  |                 |
|  | Sauropoda       |
|  |                 |

|  | Lessemsaurus |
|  |              |
|  | Antetonitrus |
|  |              |

|  | Gongxianosaurus |
|  |                 |
|  | Sauropoda       |
|  |                 |

|  | Lessemsaurus |
|  |              |
|  | Antetonitrus |
|  |              |

|  | Gongxianosaurus |
|  |                 |
|  | Sauropoda       |
|  |                 |

|  | Lessemsaurus |
|  |              |
|  | Antetonitrus |
|  |              |

|  | Gongxianosaurus |
|  |                 |
|  | Sauropoda       |
|  |                 |

|  | Lessemsaurus |
|  |              |
|  | Antetonitrus |
|  |              |

|  | Gongxianosaurus |
|  |                 |
|  | Sauropoda       |
|  |                 |

|  | Lessemsaurus |
|  |              |
|  | Antetonitrus |
|  |              |

|  | Gongxianosaurus |
|  |                 |
|  | Sauropoda       |
|  |                 |

|  | Lessemsaurus |
|  |              |
|  | Antetonitrus |
|  |              |

|  | Gongxianosaurus |
|  |                 |
|  | Sauropoda       |
|  |                 |

|  | Lessemsaurus |
|  |              |
|  | Antetonitrus |
|  |              |

|  | Gongxianosaurus |
|  |                 |
|  | Sauropoda       |
|  |                 |

|  | Lessemsaurus |
|  |              |
|  | Antetonitrus |
|  |              |

|  | Gongxianosaurus |
|  |                 |
|  | Sauropoda       |
|  |                 |

|  | Lessemsaurus |
|  |              |
|  | Antetonitrus |
|  |              |

|  | Gongxianosaurus |
|  |                 |
|  | Sauropoda       |
|  |                 |

|  | Lessemsaurus |
|  |              |
|  | Antetonitrus |
|  |              |

|  | Gongxianosaurus |
|  |                 |
|  | Sauropoda       |
|  |                 |

|  | Lessemsaurus |
|  |              |
|  | Antetonitrus |
|  |              |

|  | Gongxianosaurus |
|  |                 |
|  | Sauropoda       |
|  |                 |

|  | Lessemsaurus |
|  |              |
|  | Antetonitrus |
|  |              |

|  | Gongxianosaurus |
|  |                 |
|  | Sauropoda       |
|  |                 |

|  | Lessemsaurus |
|  |              |
|  | Antetonitrus |
|  |              |

|  | Gongxianosaurus |
|  |                 |
|  | Sauropoda       |
|  |                 |

|  | Lessemsaurus |
|  |              |
|  | Antetonitrus |
|  |              |

|  | Gongxianosaurus |
|  |                 |
|  | Sauropoda       |
|  |                 |

|  | Lessemsaurus |
|  |              |
|  | Antetonitrus |
|  |              |

|  | Gongxianosaurus |
|  |                 |
|  | Sauropoda       |
|  |                 |

|  | Lessemsaurus |
|  |              |
|  | Antetonitrus |
|  |              |

|  | Gongxianosaurus |
|  |                 |
|  | Sauropoda       |
|  |                 |

|  | Lessemsaurus |
|  |              |
|  | Antetonitrus |
|  |              |

|  | Gongxianosaurus |
|  |                 |
|  | Sauropoda       |
|  |                 |

|  | Lessemsaurus |
|  |              |
|  | Antetonitrus |
|  |              |

|  | Gongxianosaurus |
|  |                 |
|  | Sauropoda       |
|  |                 |

|  | Lessemsaurus |
|  |              |
|  | Antetonitrus |
|  |              |

|  | Gongxianosaurus |
|  |                 |
|  | Sauropoda       |
|  |                 |

|  | Lessemsaurus |
|  |              |
|  | Antetonitrus |
|  |              |

|  | Gongxianosaurus |
|  |                 |
|  | Sauropoda       |
|  |                 |

|  | Lessemsaurus |
|  |              |
|  | Antetonitrus |
|  |              |

|  | Gongxianosaurus |
|  |                 |
|  | Sauropoda       |
|  |                 |

|  | Lessemsaurus |
|  |              |
|  | Antetonitrus |
|  |              |

|  | Gongxianosaurus |
|  |                 |
|  | Sauropoda       |
|  |                 |

|  | Lessemsaurus |
|  |              |
|  | Antetonitrus |
|  |              |

|  | Gongxianosaurus |
|  |                 |
|  | Sauropoda       |
|  |                 |

|  | Lessemsaurus |
|  |              |
|  | Antetonitrus |
|  |              |

|  | Gongxianosaurus |
|  |                 |
|  | Sauropoda       |
|  |                 |

|  | Lessemsaurus |
|  |              |
|  | Antetonitrus |
|  |              |

|  | Gongxianosaurus |
|  |                 |
|  | Sauropoda       |
|  |                 |

|  | Lessemsaurus |
|  |              |
|  | Antetonitrus |
|  |              |

|  | Gongxianosaurus |
|  |                 |
|  | Sauropoda       |
|  |                 |

|  | Lessemsaurus |
|  |              |
|  | Antetonitrus |
|  |              |

|  | Gongxianosaurus |
|  |                 |
|  | Sauropoda       |
|  |                 |

|  | Lessemsaurus |
|  |              |
|  | Antetonitrus |
|  |              |

|  | Gongxianosaurus |
|  |                 |
|  | Sauropoda       |
|  |                 |

|  | Lessemsaurus |
|  |              |
|  | Antetonitrus |
|  |              |

|  | Gongxianosaurus |
|  |                 |
|  | Sauropoda       |
|  |                 |

|  | Lessemsaurus |
|  |              |
|  | Antetonitrus |
|  |              |

|  | Gongxianosaurus |
|  |                 |
|  | Sauropoda       |
|  |                 |

|  | Lessemsaurus |
|  |              |
|  | Antetonitrus |
|  |              |

|  | Gongxianosaurus |
|  |                 |
|  | Sauropoda       |
|  |                 |